# 登米市立北方小学校
登米市立北方小学校（とめしりつ きたかたしょうがっこう）は、宮城県登米市迫町北方にある公立小学校である。1873年（明治6年）7月、北方村立北浦小学校として発足以来、140年余りの歴史がある。宮城県最大の自然湖沼/長沼の東側に位置する。

## 沿革
- 1873年（明治6年）7月 - 北方村立北浦小学校として開校。
- 2014年（平成26年）4月 - 全校児童211名、教職員17名。ICTを活用して授業を行っている[2]。

## 教育目標
変化の激しい社会を生き抜く心身ともにたくましく、知的で思いやりのあり、主体性と創造性に富み実践力のある「健康な子ども」の育成に努める。 
健康な子どもの育成＜児童の姿＞
- よく考える子ども（知）
- 思いやりのある子ども（徳）
- 体をきたえる子ども（体）[1]

## 学区
- 迫町北方
- 迫町佐沼

## アクセス
- 東北新幹線/くりこま高原駅より車で25分
- 東北本線/新田駅より車で15分